# Sitio de Lorient
El asedio de Lorient es una operación anfibia de la guerra de sucesión austriaca llevada a cabo del 29 de septiembre al 10 de octubre de 1746 por las tropas inglesas en la región de Lorient, puerto base de la Compañía Francesa de las Indias Orientales. Fue diseñado como una distracción para llevar a la monarquía francesa a retirar las tropas de Flandes y enviarlas como refuerzos a la costa francesa.
El desembarco de unos 4500 soldados ingleses en la bahía de Pouldu y la posterior marcha a la ciudad duró varios días, lo que permitió a la guarnición de Lorient organizar sus defensas y obtener tropas para reforzar otras ciudades de la región. Los ingleses no llegaron a las cercanías de la ciudad hasta el 3 de octubre, y las discusiones para obtener la rendición de la ciudad retrasaron el bombardeo hasta el 5 de octubre.
Las operaciones de bombardeo duraron hasta el 7 de octubre, cuando se ordenó la retirada de los ingleses. La incompetencia de los ingenieros ingleses, así como la pérdida de hombres por fatiga y enfermedad, obligó al comandante a detener la ofensiva. Al mismo tiempo, el comando francés, creyendo en la abrumadora superioridad del enemigo, y siendo capaz de confiar solo en defensas débiles y tropas mal entrenadas y armadas, planeó una rendición. Esto fue efectivamente propuesto el 7 de octubre, poco después de la partida del enemigo, y no se le dio seguimiento.
La incursión tuvo consecuencias militares, como obligar a la monarquía francesa a desarrollar fortificaciones en el sur de Bretaña, pero también consecuencias culturales, ya que provocó una controversia entre David Hume y Voltaire y la creación de varias canciones que evocaban el asedio, así como un culto mariano en la ciudad.

## Antecedentes

### La guerra de la sucesión austriaca

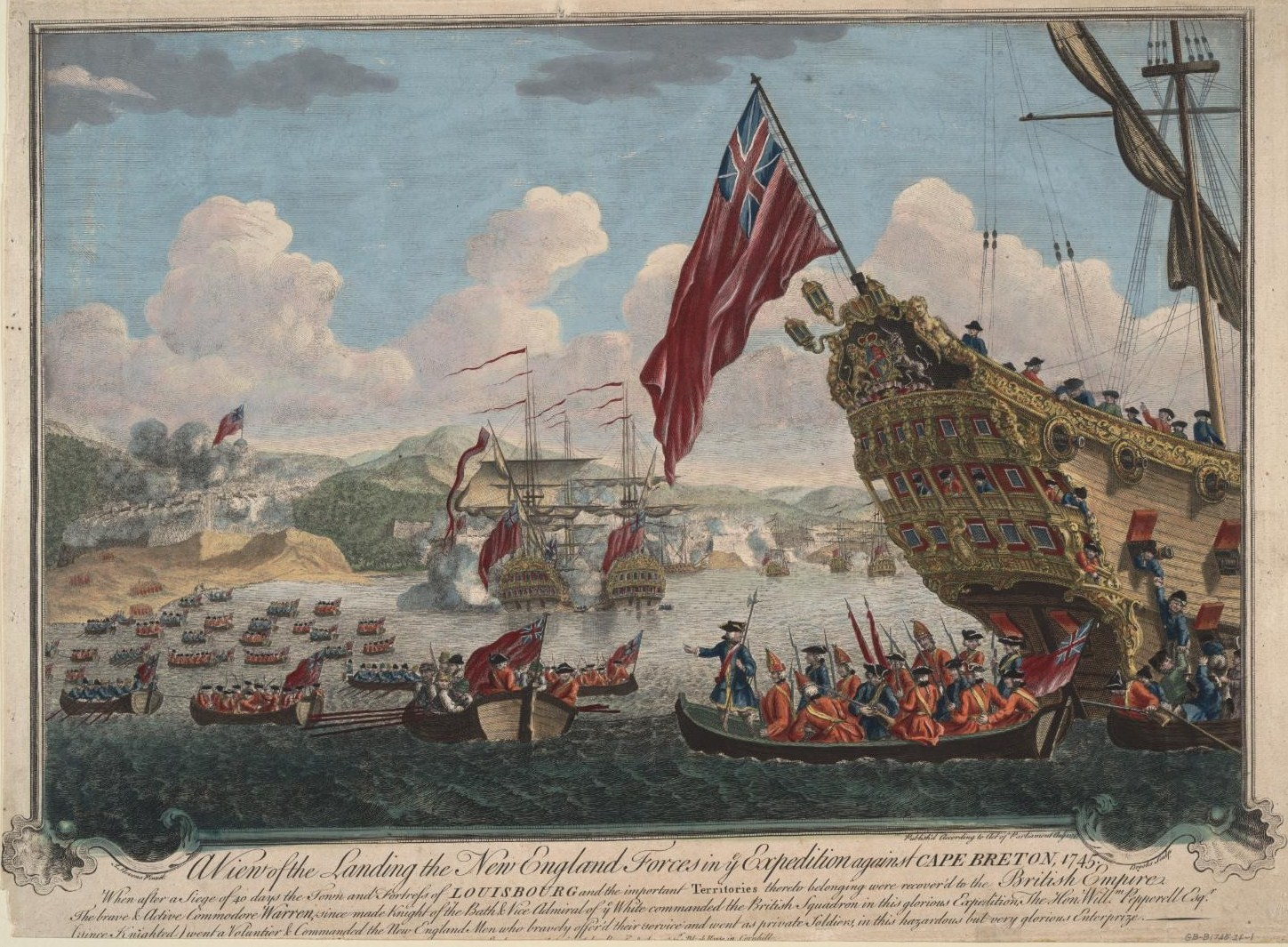
La captura de Louisbourg en Nueva Francia fue el origen de la incursión en Lorient.

Los inicios del asedio de Lorient tienen su origen en el frente americano en la guerra de sucesión austriaca. Después de la captura de la ciudad francesa de la Fortaleza de Luisburg en Nueva Francia por el ejército inglés en 1745, el gobierno británico comenzó a pensar en una operación militar dirigida a la ciudad de Quebec para reforzar su dominio en esta región. El Duque de Bedford apoyó políticamente este plan. Una fuerza expedicionaria bajo el mando del Teniente General James St. Clair y una escolta naval dirigida por el Almirante Richard Lestock se prepararon para salir en junio de 1746. Todo se canceló porque la temporada estaba demasiado avanzada, ya que las condiciones meteorológicas no eran favorables para cruzar el Océano Atlántico y para las operaciones previstas en el San Lorenzo. Los británicos también fueron alertados de la partida de una gran flota francesa bajo el mando del Duque de Amberes, cuyo objetivo era retomar Louisburgo.2
Como las tropas movilizadas no podían tener una influencia decisiva en un frente integrándolas con otras fuerzas al involucrarlas en otros enfrentamientos, el Duque de Newcastle sugirió al General St Clair que se utilizaran para un desembarco en Francia. El Rey de Gran Bretaña  Jorge II se enteró de esta propuesta y preguntó al general si un plan estaba listo. 3 El general respondió negativamente, ya que no conocía la ubicación, pero propuso que el proyecto fuera estudiado por generales que estuvieran más familiarizados con la costa francesa. 4 El Duque de Newcastle insistió en que el plan se llevara a cabo, y el 29 de agosto, St. Clair recibió la orden de ir a Plymouth para esperar instrucciones sobre la operación.5

### Génesis del proyecto inglés

#### Decisión de atacar a Lorient
A St Clair se le ordenó en Plymouth que navegara hacia la costa francesa y atacara, según las oportunidades, Lorient, Rochefort, La Rochelle, Burdeos, o cualquier otro lugar adecuado para un ataque y una operación de desvío5. En una carta del 29-30 de agosto, dijo que estaba a favor de una operación contra Burdeos, que ya conocía y que, contrariamente a lo que sabía de otras ciudades, no estaba fortificada. Además, su posición lejos de Flandes acentúa el efecto de desviación 2,6.
El almirante Anson, presente en Plymouth, habla con St Clair y le informa de que le han asegurado que la ciudad de Lorient, en el sur de Bretaña, solo tiene fortificaciones mediocres. Se decidió entonces enviar barcos para inspeccionar la zona en preparación para un desembarco en estas costas.7.
Al mismo tiempo, el Duque de Newcastle comenzó a apoyar un plan contra Normandía elaborado en el cuartel general por el Mayor McDonald. McDonald fue enviado a Plymouth para defender su plan en St. Clair, pero resultó que no estaba tan familiarizado con el terreno como con el arte de la guerra. Además, habría que volver a enviar naves para explorar la zona, lo que retrasaría la operación.
Se decidió enviar la fuerza expedicionaria a Lorient para obtener un doble beneficio9: por un lado, la ciudad era la sede de la Compañía de las Indias Orientales; una victoria podría suponer un golpe para sus actividades. Por otra parte, el objetivo principal seguía siendo lograr un efecto de desviación mientras las fuerzas francesas derrotaban a los ejércitos austriacos en los Países Bajos y Bruselas era ocupada después de un asedio victorioso.10.

#### Preparación inglesa

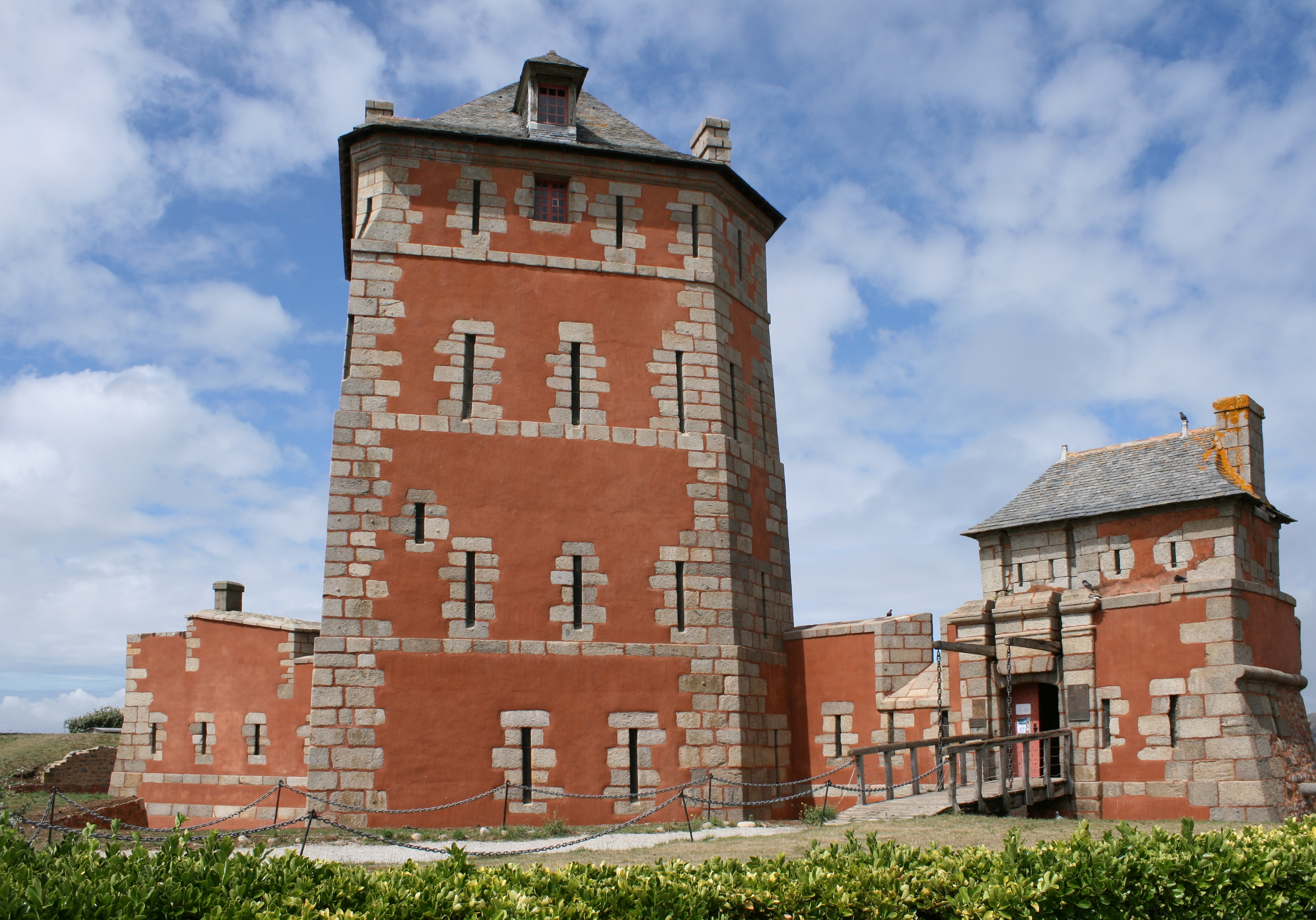
La Batalla de Camaret sirve de referencia como una operación combinada llevada a cabo por los británicos en Bretaña.

Las tácticas inglesas han evolucionado desde la Guerra de la Liga de Augsburgo; las incursiones costeras o los bombardeos de los puertos que las costas bretonas experimentaron en su momento están siendo gradualmente reemplazadas por operaciones combinadas más grandes, como lo ilustra la Batalla de Camaret en 1694.11.
El contralmirante Richard Lestock, que fue elegido para dirigir la flota inglesa, fue sometido a un consejo de guerra por su participación en la derrota de la batalla de Toulon en febrero de 1744.12. Podía contar con una flota de 16 barcos de la línea, 8 fragatas y 43 transportes.13. James St Clair, que estaba a cargo de liderar la ofensiva en tierra firme, reclutó la asistencia del filósofo e historiador David Hume como su secretario poco antes de la partida.14. 14 Podía contar con el 1.er Batallón del Regimiento Real, el 5.º Batallón de los Highlanders, el 3.er Batallón de Brag, el 2.º Batallón de Harrisson, el 4.º Batallón de Richbell, parte de los batallones de Frampton, así como algunas compañías de infantería de marina, unos 4500 hombres.13
Los oficiales a cargo de la expedición se mostraron escépticos sobre la elección del objetivo de la incursión, prefiriendo la menos incierta Normandía. La zona era desconocida para los ingleses: St Clair no pudo obtener un mapa de la zona y tuvo que conformarse con un mapa de Francia a pequeña escala, y Lestock no sabía nada de las defensas de la ciudad.15 . Además, a las fuerzas armadas no se les permite tener caballos.16.
La flota salió de Plymouth el 26 de septiembre y dobló Ouessant sin ser vista por los franceses.17.